# Julian Michel
Julian Michel (Échirolles, 19 febbraio 1992) è un calciatore francese, centrocampista svincolato.

## Caratteristiche tecniche
È un mediano.

## Carriera
Ha esordito il 17 aprile 2010 con la maglia del Louhans-Cuiseaux in occasione del match perso 5-0 contro il Luzenac.

## Statistiche

### Presenze e reti nei club
Statistiche aggiornate al 6 gennaio 2017.
| Stagione                 | Squadra                  | Campionato               | Campionato | Campionato | Coppe nazionali | Coppe nazionali | Coppe nazionali | Coppe continentali | Coppe continentali | Coppe continentali | Altre coppe | Altre coppe | Altre coppe | Totale | Totale | Totale |
| Stagione                 | Squadra                  | Comp                     | Pres       | Reti       | Comp            | Pres            | Reti            | Comp               | Pres               | Reti               | Comp        | Pres        | Reti        | Pres   | Reti   |        |
| ------------------------ | ------------------------ | ------------------------ | ---------- | ---------- | --------------- | --------------- | --------------- | ------------------ | ------------------ | ------------------ | ----------- | ----------- | ----------- | ------ | ------ | ------ |
| 2009-2010                | Louhans-Cuiseaux         | N                        | 2          | 0          | CdL             | 0               | 0               |                    | -                  | -                  |             | -           | -           | 2      | 0      |        |
| 2011-2012                | Lille 2                  | CFA                      | 24         | 0          |                 | -               | -               |                    | -                  | -                  |             | -           | -           | 24     | 0      |        |
| 2012-2013                | Lille 2                  | CFA                      | 26         | 6          |                 | -               | -               |                    | -                  | -                  |             | -           | -           | 26     | 6      |        |
| Totale Lilla 2           | Totale Lilla 2           | Totale Lilla 2           | 50         | 6          |                 | -               | -               |                    | -                  | -                  |             | -           | -           | 50     | 6      |        |
| 2012-2013                | Lilla                    | L1                       | 0          | 0          | CF+CdL          | 0+1             | 0               |                    | -                  | -                  |             | -           | -           | 1      | 0      |        |
| 2013-2014                | Mouscron-Péruwelz        | D2                       | 21+5       | 4+1        | CB              | 1               | 0               |                    | -                  | -                  |             | -           | -           | 27     | 5      |        |
| 2014-2015                | Mouscron-Péruwelz        | D1                       | 29         | 2          | CB              | 0               | 0               |                    | -                  | -                  |             | -           | -           | 29     | 2      |        |
| 2015-2016                | Mouscron-Péruwelz        | D1                       | 28         | 4          | CB              | 1               | 0               |                    | -                  | -                  |             | -           | -           | 29     | 4      |        |
| ago. 2016                | Mouscron-Péruwelz        | D1                       | 1          | 0          | CB              | 0               | 0               |                    | -                  | -                  |             | -           | -           | 1      | 0      |        |
| Totale Mouscron-Peruwelz | Totale Mouscron-Peruwelz | Totale Mouscron-Peruwelz | 84         | 11         |                 | 2               | 0               |                    | -                  | -                  |             | -           | -           | 86     | 11     |        |
| 2016-2017                | Waasland-Beveren         | D1                       | 15+9       | 0          | CB              | 1               | 0               |                    | -                  | -                  |             | -           | -           | 25     | 0      |        |
| ago. 2018                | Waasland-Beveren         | D1                       | 1          | 0          | CB              | 0               | 0               |                    | -                  | -                  |             | -           | -           | 1      | 0      |        |
| Totale Waasland-Beveren  | Totale Waasland-Beveren  | Totale Waasland-Beveren  | 25         | 0          |                 | 1               | 0               |                    | -                  | -                  |             | -           | -           | 26     | 0      |        |
| 2017-2018                | Lokeren                  | D1                       | 13         | 1          | CB              | 2               | 0               |                    | -                  | -                  |             | -           | -           | 15     | 1      |        |
| Totale carriera          | Totale carriera          | Totale carriera          | 174        | 18         |                 | 6               | 0               |                    | -                  | -                  |             | -           | -           | 180    | 18     |        |